# Porto de Galinhas
Porto de Galinhas és un poble i una coneguda platja del nord-est brasiler. La seva fama ve, principalment, de les belleses naturals, piscines d'aigües clares i tèbies formades entre coralls, estuaris, sorra blanca, manglars i cocoters. Localitzada a Ipojuca, a 70 quilòmetres de Recife, és una de les platges més visitades del litoral nordestí.

## Origen de la denominació
Antigament, Porto de Galinhas era anomenada Porto Rico ("port ric"), a causa de l'extracció de Fusta del Brasil, un arbre que conté tinta vermella. Després del 1850 es va convertir en un paratge on es desembarcaven i comerciaven esclaus per treballar en les plantacions de canya de sucre, atès que a partir d'aquesta època, es va prohibir el tràfic des d'Àfrica. Els esclaus venien amagats amb gallines de Guinea i la contrasenya creada pels traficants era tem galinha nova no porto ("hi ha gallines noves en el port"). D'aquí va sorgir el nom Porto de Galinhas.

## Turisme
En conjunt amb les platges de Portal de Maracaípe i les de Muro Alto formen una línia de platges d'aproximadament 3 km de longitud sent llocs reconeguts per les piscines naturals que es formen en el mar i els seus esculls de coral amb gran varietat de peixos ho converteixen en una destinació turística reconeguda.